# Pequeños lobos
Pequeños lobos es la traducción al castellano de Kleine Wölfe, título de un documental del cineasta Justin Peach en colaboración con Lisa Engelbach, que trata de adentrarse en la vida de varios niños de la calle en Nepal.

## Historia
Peach viajó a Nepal con el propósito de grabar un documental para su graduación. La cinta pronto llamó la atención de la crítica, ganó varios premios, se presentó en más de 50 festivales de cine internacionales, se transmitió en ZDF y SWR y fue nominada para el Premio Grimme en 2011.